# Pewee Valley
Pewee Valley är en ort i Oldham County, Kentucky, USA. År 2000 hade orten 1 436 invånare. Den har enligt United States Census Bureau en area på 4,9 km², allt är land.